# Туид (кораб)
Туид (The Tweed) е известен британски клипер, спуснат на вода на 21 април 1854 г., първоначално като колесна парно-ветроходна фрегата Пънджаб (Punjaub).

## Строеж
Килът на Пънджаб и Асае е заложен в бомбайската корабостроителница през 1852 г. по поръчка на индийския на Нейно Величество флот, тогава част от кралския флот на Великобритания. Строежът протича под надзора на Cursetjee Rustomjee, главен корабостроител пето поколение и член на индийския клан Wadia. Смята се, че обводите на корпуса ѝ са проектирани от Оливър Ланг, главен корабен архитект на корабостроителниците в Улидж. Оливър Ланг от своя страна е ползвал за модел линиите на по-стара бързоходна френска фрегата, проектирана от водещите морски архитекти на епохата.
Асае (Assaye) – първа от серията, фрегата-близнак на Пънджаб, е спусната на вода с почести на 15 март 1854 г., а Пънджаб е завършена месец по-късно – на 21 април 1854 г.
Въоръжени са с по десет 8-дюймови 68-фунтови оръдия.
Двата кораба имат следните мерки (линейните във фута):
| Кораб   | Тонаж      | Дължина | Дължина (регистрова) | Ширина | Газене | Двигатели |
| ------- | ---------- | ------- | -------------------- | ------ | ------ | --------- |
| Пънджаб | 1745 net   | 285     | 250                  | 39.6   | 25     | 700 к.с.  |
| Асае    | 1800 gross | 277     | 250                  | 39.6   | 25     | 650 к.с.  |

## Кампании като фрегата

### В Кримската война
През есента на 1854 Пънджаб е дооборудван и на 2 януари 1855 е зачислен във флота под командването на кап. Джон Йънг. На 9 януари 1855 фрегатата участва в кампанията за превоз на 10-и хусарски и 12-и кавалерийски полк от Бомбай през Суец до бойните полета на Крим. По време на това свое първо плаване Пънджаб демонстрира превъзходните си качества, като често се налага да намалява ветрилната си площ и парата на машините си, за да не изостават другите кораби от флотилията.

### В Персийската война
На 8 ноември 1855 Пънджаб отплава под командването на лейт. Аликзандър Фулъртън и взема участие в завземането на Бушер – една от първите битки в Англо-персийската война.

### В Индийското въстание от 1857 г.
По време на Индийското въстание от 1857 Пънджаб пренася войскови подразделения за омиротворяване на бунтуващата се колония. Част от екипажа на фрегатата участва в наземни мисии, например акцията от 25 май-14 юни в Калкута за пленяването на последния набоб на Ауд – Ваджид Али Шах, спасяването на Дака от въстаниците на 22 ноември 1857 и др.

## Преустройство наПънджаб. КлиперътТуид
През 1862 флотът взема решение да замени гребните колела на Пънджаб и Асае с винтов движител. На 8 февруари Пънджаб, а на 31 март Асае отплават за Англия. При пристигането им се оказва, че те са ненужни на кралския флот и биват продадени. Новият им собственик е Джон „Джок“ Уилис – корабен магнат и основател на компанията „Джок Уилис & Сие“.
Джок Уилис продава с печалба Асае, а Пънджаб преустройва в клипер, променяйки името му на Туид (The Tweed) – на името на реката в родното му графство Беруикшър, Шотландия. Освен с ново име, Туид се сдобива и с нова носова фигура – Там о'Шантър – герой от едноименната Бърнсова поема.

### Рейсове наТуид. Рекорди
Новият клипер заедно с неговия близнак – фрегатата Асае са наети през май 1864 от правителството и полагат телеграфни кабели на дъното на Персийския залив.
Джок Уилис, доволен от новата си придобивка, дава Туид в ръцете на най-способния си офицер, кап. Уилям Стюърт. Той успява да изстиска най-доброто от Туид и в периода 1863 – 1877 г. прави множество рейсове между метрополията и колониите, донасяйки големи печалби за компанията.